# Panorama desde el puente (película de 1962)
Panorama desde el puente (en francés: Vu du pont, en italiano: Uno sguardo dal ponte) es una película dramática de 1962 dirigida por Sidney Lumet y basada en la obra de Arthur Miller de idéntico nombre. La película fue una coproducción internacional entre estudios franceses e italianos, con exteriores filmados en Brooklyn e interiores filmados en París (Francia). Con guion de Norman Rosten y Jean Aurenche, está protagonizada por Raf Vallone, Maureen Stapleton, Carol Lawrence, Jean Sorel, Raymond Pellegrin y Morris Carnovsky.

## Trama
Los Carbone son una familia italoestadounidense de clase trabajadora que vive en el barrio Red Hook de Brooklyn : el patriarca Eddie, su esposa Beatrice y su sobrina Catherine. Eddie es un estibador en la costa, y él y Beatrice han criado a Catherine, de 18 años, desde la infancia.
Cuando dos de los primos de Beatrice de Sicilia, Marco y Rodolpho, ingresan ilegalmente a los Estados Unidos y se refugian en la casa de Eddie, se desarrolla una atracción entre Catherine y el apuesto joven Rodolpho. El amor incestuoso de Eddie por su sobrina lo lleva a criticar cruelmente a Rodolpho, incluida la acusación de que es un oportunista que planea casarse con Catherine solo para obtener sus documentos de ciudadanía estadounidense.
Cuando los esfuerzos de Eddie no logran influir en Catherine, marca a Rodolpho como homosexual y lo degrada frente a Catherine besándolo en los labios. Sin embargo, su desesperación solo sirve para alienar aún más a Catherine, y cuando ella y Rodolpho hacen planes para casarse, Eddie traiciona tanto a Marco como a Rodolpho ante las autoridades de inmigración. Mientras se llevan a los dos hermanos, Marco escupe a Eddie y lo acusa de informante.
Un abogado frente al mar, Alfieri, logra obtener la libertad de Rodolpho debido a su matrimonio pendiente, pero Marco está programado para la deportación. Mientras está en libertad bajo fianza, Marco va a la casa de Carbone y obliga a Eddie a arrodillarse; humillado ante su familia y vecinos, Eddie se suicida clavándole un gancho de carga en el pecho.

## Elenco
- Raf Vallone : Eddie Carbone
- Maureen Stapleton : Beatrice Carbone
- Jean Sorel : Rodolpho
- Carol Lawrence : Catherine
- Raymond Pellegrin : Marco
- Morris Carnovsky : Alfieri
- Harvey Lembeck : Louis
- Vincent Gardenia : Lipari
- Frank Campanella : Sam

## Producción
A View from the Bridge se filmó en versiones separadas en inglés y francés. Sus secuencias exteriores fueron filmadas en locaciones en el paseo marítimo de Brooklyn, Nueva York, donde tienen lugar la obra y la película. Los interiores se rodaron en un estudio de París, Francia. Era la primera vez que Sidney Lumet dirigía una película fuera de los Estados Unidos.
La película fue la primera vez que un beso entre hombres se mostró en pantalla en Estados Unidos, en la secuencia en la que un Eddie Carbone ebrio besa al primo Rodolfo de su esposa Beatrice en un intento de demostrar la supuesta homosexualidad de este último. Sin embargo, esta propuesta pretendía ser una acusación de que alguien es gay, más que una expresión romántica.
A diferencia de la obra, en la que Eddie muere apuñalado con su propio cuchillo en una pelea con el primo de su esposa Beatrice, Marco, hacia el final, en la película, Eddie se suicida clavándose un gancho de carga en el pecho.

## Recepción
A View from the Bridge se estrenó en los Estados Unidos el 22 de enero de 1962 por Continental Film Distributors, con críticas generalmente negativas. En Film Quarterly, Pauline Kael calificó la película como "no tanto un drama como una oración que se le ha pasado a la audiencia". La reseña de Stanley Kauffmann para The New Republic se tituló "The Unadaptable Adapted".
Una crítica más favorable provino del crítico de cine del New York Times, Bosley Crowther, quien elogió la representación realista de Sidney Lumet del paseo marítimo de Brooklyn y su elección de actores, pero creía que el personaje principal, Eddie Carbone, carecía de profundidad y dimensión. "La cualidad estruendosa y arenosa del paseo marítimo de Brooklyn", escribió, "la autoridad elevada y mercantil de los barcos de carga amarrados en los muelles, la opresión abarrotada y abarrotada de las salas de estar de los barrios marginales de los muelles están captados en la comprensión de su cámara., para inculcar en la cabeza del espectador que se trata de una presentación honesta del tipo de participación personal que uno podría observar —podría espiar— a través de un telescopio instalado en el puente de Brooklyn". Sin embargo, "La única gran obstrucción del drama, y se convierte en una obstrucción fatal, es la demostración que evoluciona lentamente de que el personaje principal es un patán. Por mucho que su pasión casi incestuosa y sus subsiguientes celos puedan ser creíbles y conmovedores, se encuentran en un nivel bajo en la escala emocional humana y son obviamente sórdidos e innobles. No tienen el alcance universal de la codicia, la envidia, la ambición o las obsesiones que llevan a los hombres a la ruina". 
En Rotten Tomatoes, la película tiene un índice de aprobación del 80% según las reseñas de 5 críticos.
A partir de 2021, la película nunca se ha estrenado en video casero en los Estados Unidos.

### Elogios
Por su interpretación de Eddie Carbone, Raf Vallone ganó el David di Donatello al Mejor Actor .